# ジャンルカ・ガウディーノ
ジャンルカ・ガウディーノ（Gianluca Gaudino, 1996年11月11日 - ）は、ドイツ出身のサッカー選手。スイス・チャレンジリーグ・FCローザンヌ・スポルト所属。ミッドフィールダー。

## 経歴
バイエルン・ミュンヘンの下部組織出身の選手で、2014-2015シーズンからトップチームに昇格。開幕戦のVfLヴォルフスブルク戦では、ボランチとしてリーグ戦デビューを果たす。2014年12月10日、欧州チャンピオンズリーグのPFC CSKAモスクワ戦でヨーロッパデビューを果たす。12月17日、バイエルンとプロ契約を結んだ。
2016年1月9日、スイススーパーリーグのザンクト・ガレンにレンタル移籍した。（2016-17シーズンまで）
2017年6月、ACキエーヴォ・ヴェローナに移籍した。
2019年1月8日、BSCヤングボーイズに移籍した。

## 人物
父はドイツ代表で活躍したマウリツィオ・ガウディーノ。

## 個人成績
2016年4月11日現在
| クラブ                 | シーズン | 背番号 | リーグ | リーグ | カップ | カップ | リーグ杯 | リーグ杯 | ヨーロッパ | ヨーロッパ | 通算 | 通算 |
| クラブ                 | シーズン | 背番号 | 出場   | 得点   | 出場   | 得点   | 出場     | 得点     | 出場       | 得点       | 出場 | 得点 |
| ---------------------- | -------- | ------ | ------ | ------ | ------ | ------ | -------- | -------- | ---------- | ---------- | ---- | ---- |
| バイエルン・ミュンヘン | 2014–15  | 16     | 8      | 0      | 1      | 0      |          |          | 1          | 0          | 10   | 0    |
| バイエルン・ミュンヘン | 通算     |        | 8      | 0      | 1      | 0      | 0        | 0        | 1          | 0          | 10   | 0    |
| ザンクト・ガレン       | 2015-16  | 28     | 6      | 0      | 0      | 0      |          |          | 0          | 0          | 6    | 0    |
| ザンクト・ガレン       | 通算     |        | 6      | 0      | 0      | 0      | 0        | 0        | 0          | 0          | 6    | 0    |
| 総通算                 | 0        | 0      | 0      | 0      | 0      | 0      | 0        | 0        | 0          | 0          | 0    | 0    |

## タイトル
バイエルン・ミュンヘン
- ブンデスリーガ 2014-15

BSCヤングボーイズ
- スーパーリーグ 2018-19, 2019-20, 2020-21